# Semtěš (tvrz)
Semtěš je částečně dochovaná tvrz ve stejnojmenné vesnici severovýchodně od Čáslavi v okrese Kutná Hora ve Středočeském kraji. Tvrz vznikla ve čtrnáctém století, ale někdy na přelomu patnáctého a šestnáctého století ztratila funkci vrchnostenského sídla a z větší části zanikla. Dochovala se jen čtverhranná věž upravená na rozhlednu. Věž je chráněna jako kulturní památka.

## Historie
Ačkoliv první písemná zmínka o semtěšské tvrzi pochází z roku 1542, podle stavebního charakteru věže a podoby architektonických prvků byla věž postavena ve druhé polovině čtrnáctého nebo na začátku patnáctého století. Tvrz mohla být založena už v první polovině čtrnáctého století. Podle Augusta Sedláčka v roce 1355 patřila Rubínovi ze Skalice a ze Semtěše. Jeho synem byl Petr připomínaný v roce 1363 spolu s otcem při výkonu patronátního práva k turkovickému kostelu. V roce 1402 vesnici vlastnil Petr z Blyně a po něm Weigel ze Semtěše, který v roce 1415 připojil svou pečeť ke stížnému listu proti upálení Jana Husa. Dalšími majiteli byli Jetřich ze Semtěše připomínaný roku 1440 na sjezdu v Čáslavi a v roce 1466 Aleš ze Semtěše.
V blíže neznámé době po roce 1466 Semtěš koupili Žehušičtí z Nestajova a připojili ji k žehušickému panství, jehož příslušenstvím byla i v roce 1542, kdy Václav Žehušický z Nestajova věnoval majetek ve výši tisíc kop českých grošů tvořený semtěšskou tvrzí, poplužním dvorem, vsí a vesnicemi Výčapy a Horka. Naposledy byla tvrz v Semtěši zmíněna při prodeji žehušického panství v roce 1558. Časem začala chátrat a její areál byl postupně zastavěn vesnickými domy. Dochovala se pouze věž. V osmnáctém století už neměla střechu ani přízemní klenbu a sloužila jako kovárna. Pro její potřeby byl zřízen nový vchod a postavena nová klenba.
Větší oprava věže proběhla v roce 1915. Tehdy byla postavena nízká stanová střecha, kterou však následujícího roku zničil vítr. Kovárna byla zrušena až v polovině dvacátého století, kdy byl obnoven původní vchod ze západu a propojen s domem čp. 38. V devadesátých letech dvacátého století byla věž upravena na rozhlednu.

## Stavební podoba
Z tvrze se dochovala pouze čtverhranná věž vysoká 24 metrů. Původní vchody na západní straně jsou patrné v přízemí a prvním patře. Východní přízemní vstup z osmnáctého století byl zazděn při zrušení kovárny. Původně měla věž čtyři patra, ale jejich stropy, s výjimkou přízemní klenby, zanikly, a jednotlivé úrovně jsou patrné díky štěrbinovým a střílnovitým oknům. Z východní zdi v úrovni druhého patra vystupuje gotický arkýř.

## Přístup
Věž je přístupná celoročně v návštěvních hodinách.

## Galerie

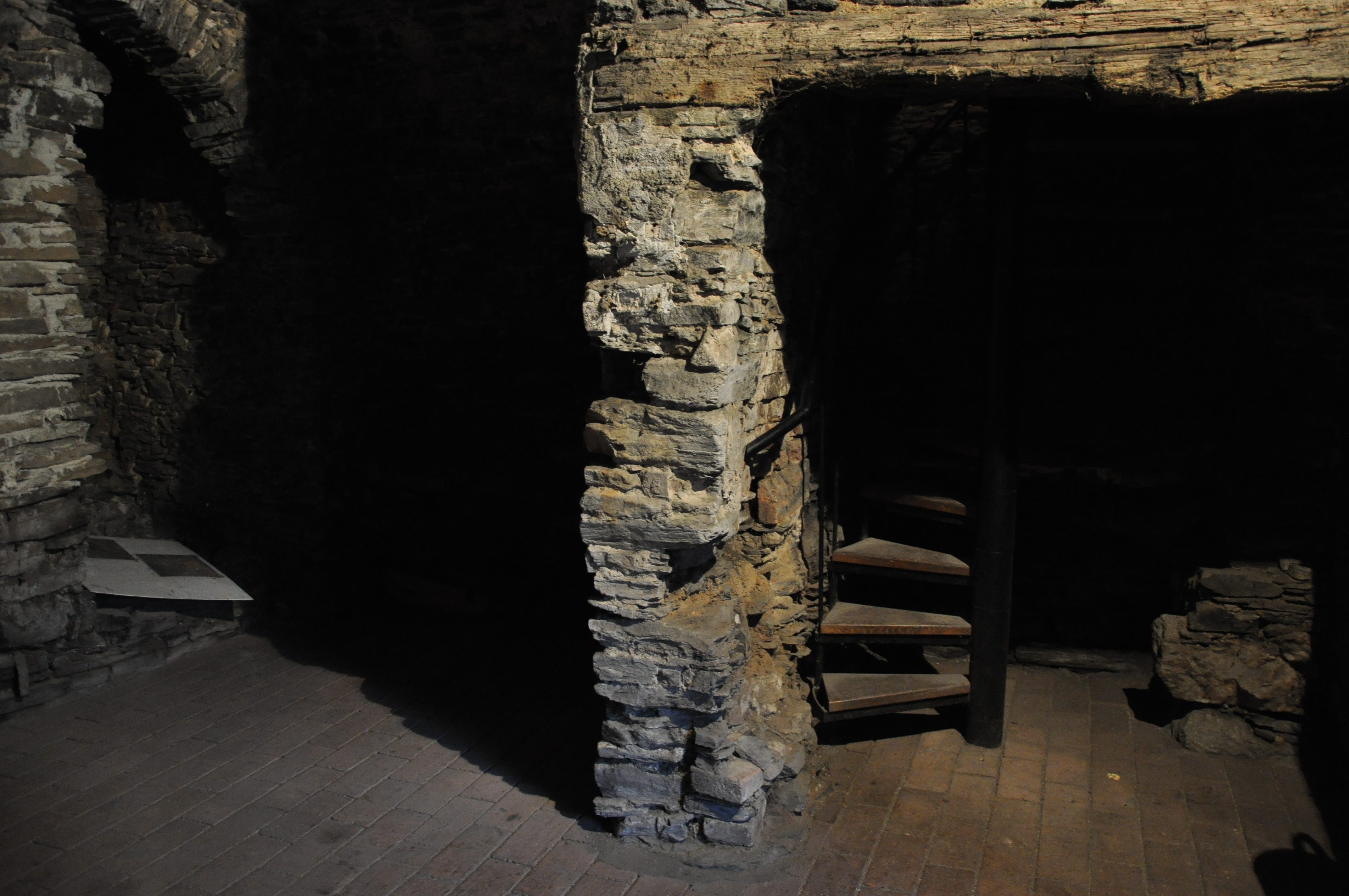
Přízemí tvrze
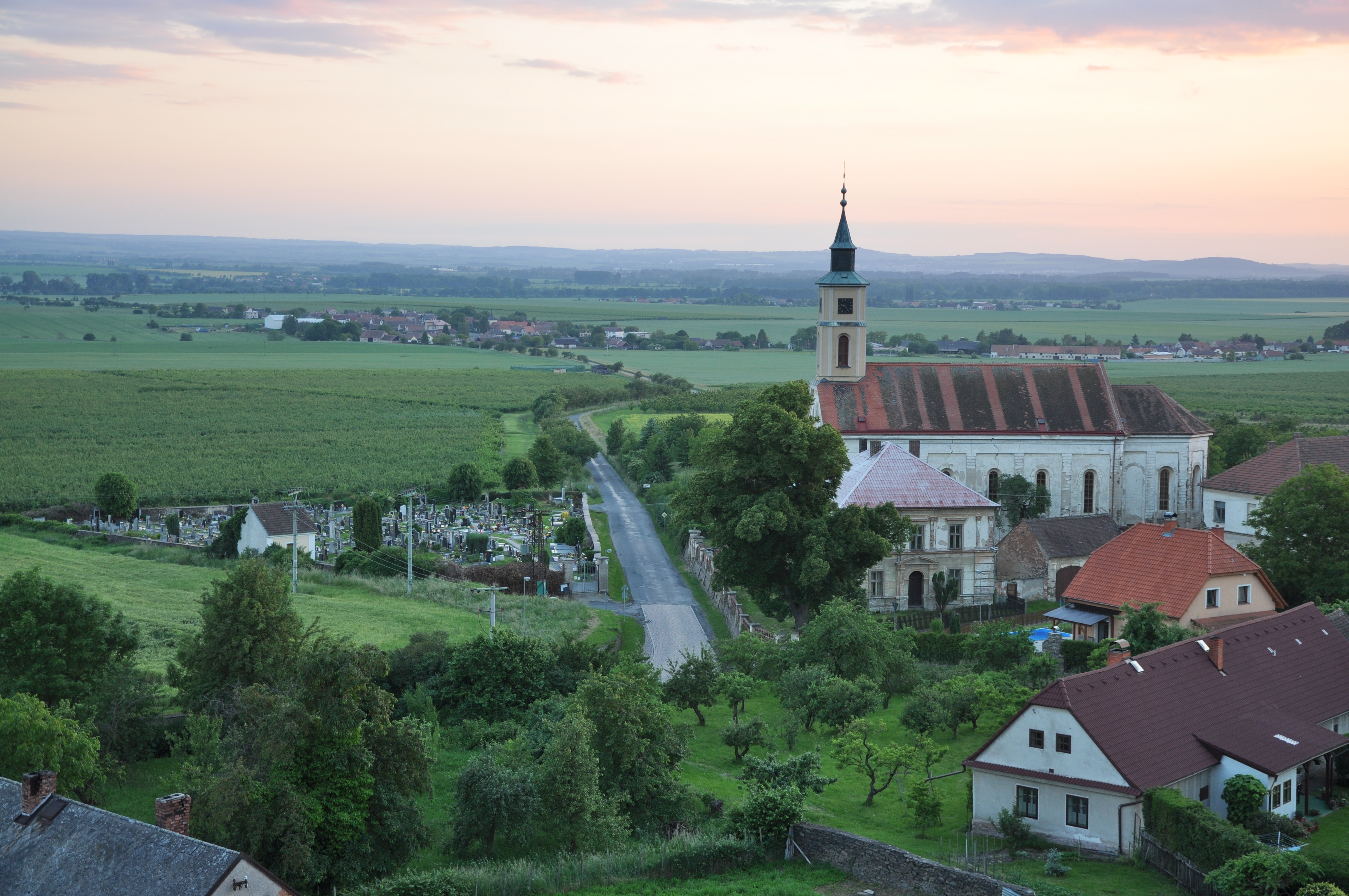
Pohled z ochozu na místní evangelický koistel
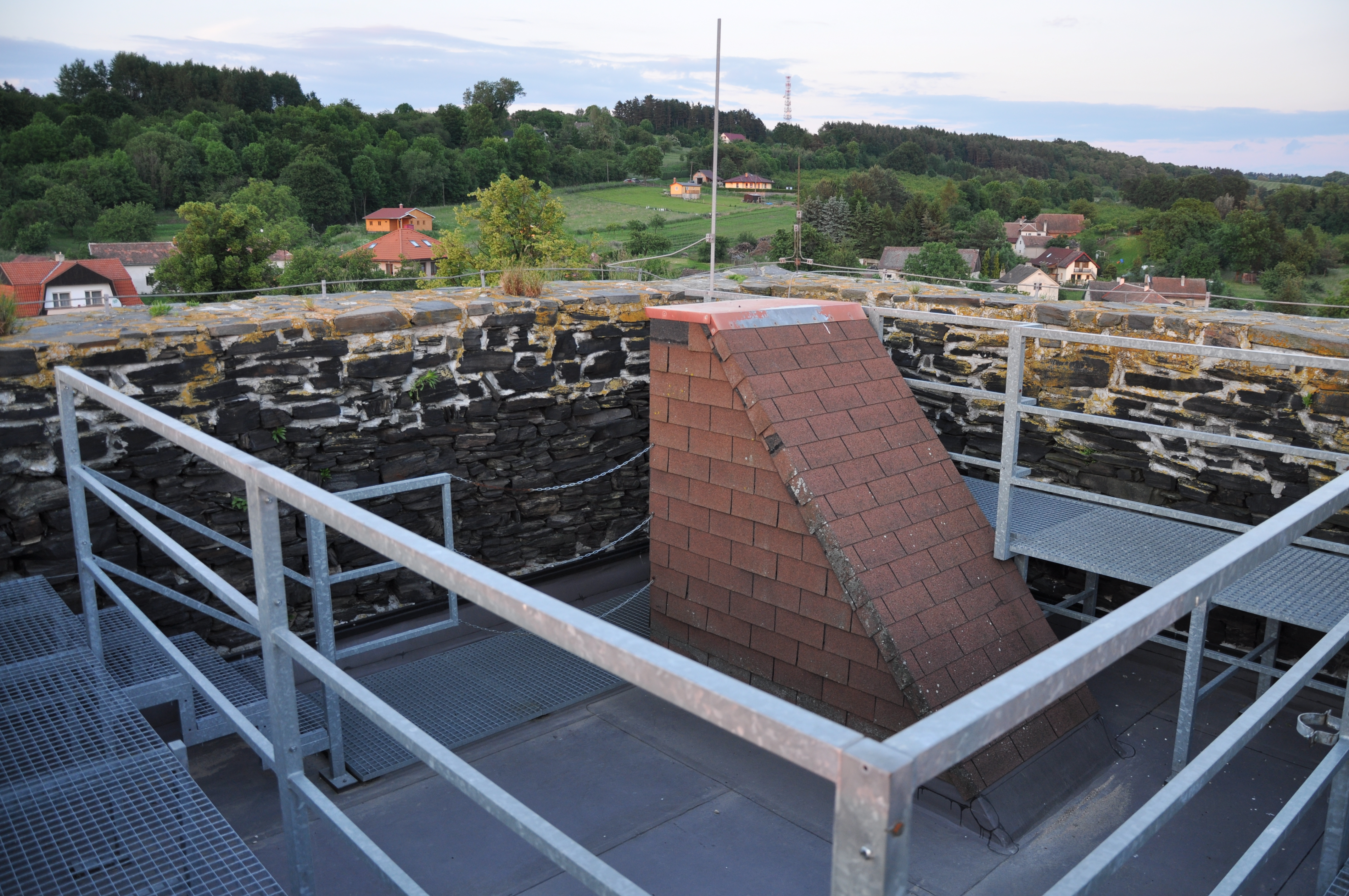
Ochoz věže
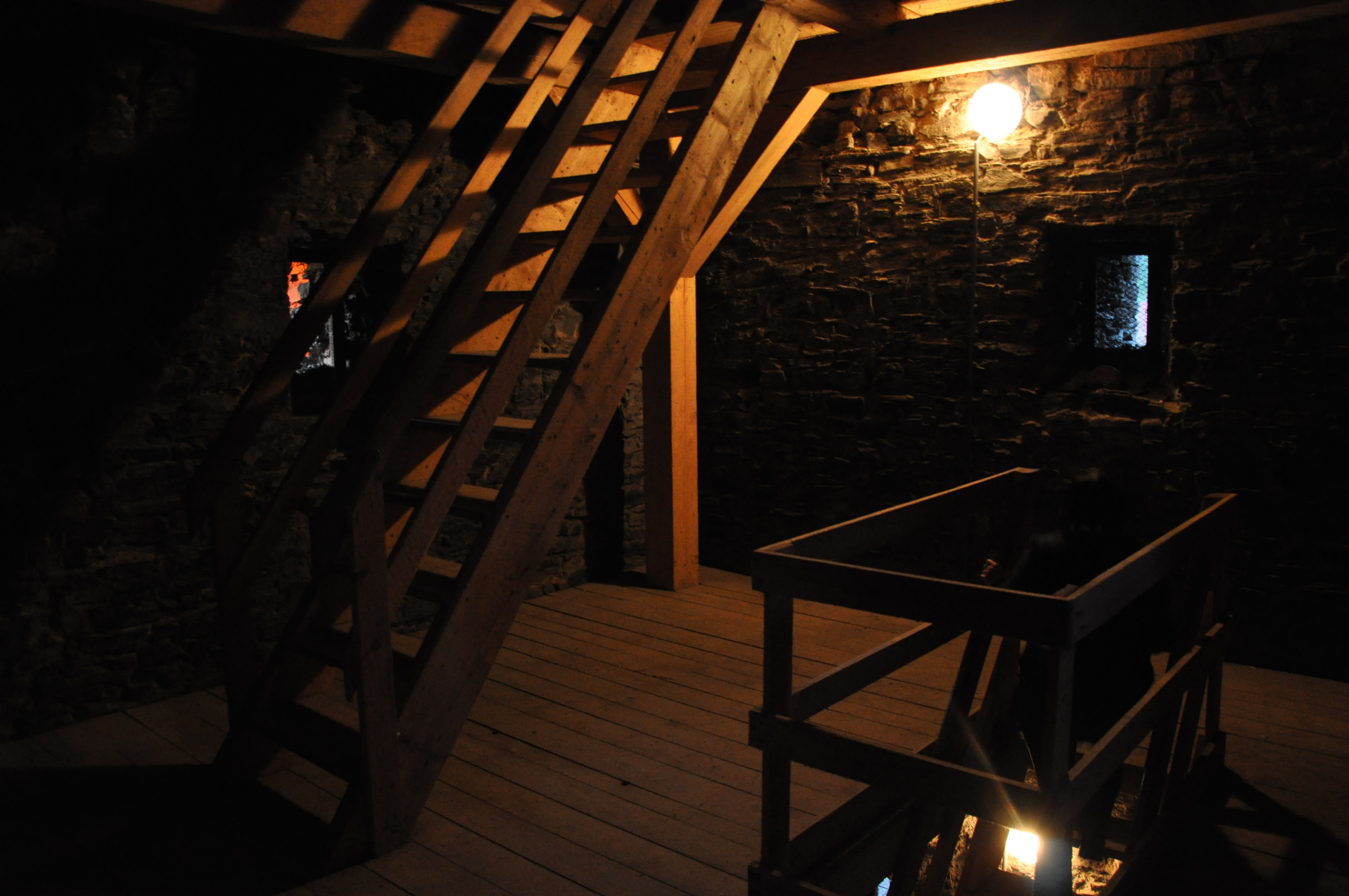
Schodiště ve věži